# 関口勝志
関口 勝志（せきぐち まさし、1985年11月11日 - ）は、神奈川県川崎市出身のハンドボール選手。日本ハンドボールリーグのトヨタ自動車東日本所属。

## 経歴
日本体育大学時代は2006年に日本代表U-20候補に選ばれた。
大学卒業後にセントラル自動車へ入社。2012年にセントラル自動車が関東自動車工業に吸収合併され、合併会社のトヨタ自動車東日本へ加入した。
2012-13年シーズンはリーグ最多のシュート阻止数（207）を記録。
2013-14年シーズンは2年連続のシュート阻止数（225）を記録。

## 詳細情報

### 年度別成績
| 年       | チーム             | 試合 | FS 阻止   | 率   | 7m 阻止 | 率   |
| -------- | ------------------ | ---- | --------- | ---- | ------- | ---- |
| 2012-13  | トヨタ自動車東日本 | 16   | 207/710   | .292 | 10/31   | .323 |
| 2013-14  | トヨタ自動車東日本 | 16   | 225/649   | .347 | 5/29    | .172 |
| 2014-15  | トヨタ自動車東日本 | 16   | 158/443   | .357 | 3/17    | .176 |
| 2015-16  | トヨタ自動車東日本 | 16   | 223/566   | .394 | 4/26    | .154 |
| 2016-17  | トヨタ自動車東日本 | 16   | 156/493   | .316 | 3/19    | .158 |
| 2017-18  | トヨタ自動車東日本 | 24   | 266/809   | .329 | 5/24    | .208 |
| 2018-19  | トヨタ自動車東日本 | 24   | 254/799   | .318 | 0/2     | .000 |
| JHL：7年 | JHL：7年           | 128  | 1489/4469 | .333 | 30/148  | .203 |

- 各年度の太字はリーグ最高

### 記録

#### 日本ハンドボールリーグ
- フィールドシュート阻止1400本：2018年11月25日、対トヨタ車体戦（豊田合成アリーナ）[5]

### 背番号
- 12 (2012年 - )